# مونوتارو
مونوتارو (انگلیسی: Monotaro) شرکت فناوری اطلاعات ژاپنی است، که در سال ۲۰۰۰ تأسیس شد.